# سياسة التأشيرات في غينيا الاستوائية
يجب على جميع زوار غينيا الاستوائية الحصول على تأشيرة إلكترونية قبل الوصول، ما لم يكونوا من مواطني الدول المعفاة من التأشيرة المذكورة أدناه.

## خريطة سياسة التأشيرات

غينيا الاستوائية
لا تتطلب تأشيرة ويمكن الدخول باستخدام بطاقة الهوية
لا تتطلب تأشيرة
تأشيرة عند الوصول أو تأشيرة إلكترونية
تأشيرة إلكترونية

## الإعفاء من التأشيرة
يمكن لمواطني الدول التالية زيارة غينيا الاستوائية بدون تأشيرة:[بحاجة لمصدر]
| - بربادوس - تونس (30 يومًا) - تركيا (90 يومًا) دول المجموعة الاقتصادية والنقدية لوسط إفريقيا ببطاقة الهوية الوطنية أو جواز السفر البيومتري: - الكاميرون - جمهورية أفريقيا الوسطى - تشاد - جمهورية الكونغو - الغابون |

1 – لا ينطبق على جوازات السفر الطارئة.
| تواريخ تغييرات سياسة التأشيرات                                                                                               |
| --- |
| - 17 أكتوبر 2017: دول المجموعة الاقتصادية والنقدية لوسط أفريقيا – الكاميرون، جمهورية أفريقيا الوسطى، تشاد، الكونغو، والغابون |

يحتاج مواطنو باقي الدول إلى تأشيرة لجميع الأغراض بما في ذلك العبور.
كما أن حاملي جوازات السفر الدبلوماسية أو الرسمية أو الخدمية الصادرة لمواطني البرازيل، الصين، كوبا، المغرب، كوريا الجنوبية والإمارات العربية المتحدة لا يحتاجون إلى تأشيرة لدخول غينيا الاستوائية لمدة أقصاها 90 يومًا.[بحاجة لمصدر]
تم توقيع اتفاقية إعفاء من التأشيرات لحاملي جوازات السفر الدبلوماسية والخدمية مع إندونيسيا في أغسطس 2019 ولم تدخل بعد حيز التنفيذ.
وقعت صربيا وغينيا الاستوائية اتفاقية لإلغاء التأشيرات لجوازات السفر الدبلوماسية والخدمية في 10 فبراير 2022.

## تأشيرة عند الوصول
يمكن لمواطني الإمارات العربية المتحدة حاملي جوازات السفر العادية الحصول على تأشيرة عند الوصول لمدة أقصاها 90 يومًا. 

## التأشيرة الإلكترونية
أدخلت غينيا الاستوائية نظام التأشيرة الإلكترونية بدءًا من 1 يوليو 2023.
يجب على حاملي التأشيرة الإلكترونية الوصول عبر مطار مالابو الدولي. يمكن لجميع الجنسيات التقديم، ورسوم المعالجة هي 75 دولار أمريكي.[بحاجة لمصدر]